# Aglientu
Aglientu (galluresisch Santu Francìscu d’Aglièntu) ist eine Gemeinde in der Provinz Nord-Est Sardegna in der italienischen Region Sardinien mit 1177 Einwohnern (Stand 31. Dezember 2023).

## Geographie
Aglientu liegt in der historischen Region Gallura im Norden Sardiniens auf einem für diese Landschaft typischen Granithügel, nur wenige Kilometer von der Küste entfernt. Die Einwohner verteilen sich auf den gleichnamigen Kernort sowie die an der Küste gelegenen Ortsteile Portobello, Monti Russu Littigheddu und Vignola Mare.
Die Nachbargemeinden sind Aggius, Luogosanto, Santa Teresa Gallura, Tempio Pausania und Trinità d’Agultu e Vignola.

## Geschichte
Neolithische Relikte sowie zahlreiche Nuraghen deuten auf eine frühe Besiedlung der Gegend um Aglientu hin. In der Römerzeit befand sich beim Ortsteil Vignola Mare ein Rastplatz mit Möglichkeit zum Viehwechsel an der Straße Porto Torres–Santa Teresa Gallura. Der Turm von Vignola wurde in der Zeit der spanischen bzw. aragonesischen Herrschaft zur Abwehr sarazenischer Angriffe errichtet. Der heutige Kernort Aglientu wurde 1776 durch Karl Emanuel III. und Viktor Amadeus III. gegründet. Bis 1959 gehörte Aglientu zur Stadt Tempio Pausania, seither ist es eine eigenständige Gemeinde.

## Wirtschaft
Wirtschaftliches Standbein Aglientus ist der Tourismus. Auf dem Gebiet der Gemeinde befinden sich drei Campingplätze sowie drei Feriensiedlungen, alle jeweils am Meer gelegen. Darüber hinaus spielen die Landwirtschaft sowie die Produktion von Pasta, Brot und Süßwaren eine Rolle.